# イタリア領リビア

リビア
Libia (イタリア語)
ليبيا (アラビア語)

1941年のイタリア領リビア

  イタリア領リビア
  イタリアの支配地域
  イタリア王国

イタリア領リビア（イタリアりょうリビア、イタリア語: Libia italiana、アラビア語: ليبيا الإيطالية）は、1934年1月1日に成立したイタリア領トリポリタニアとイタリア領キレナイカの2地域を合わせたイタリアの植民地である。1943年5月13日に連合国に完全に占領され、第二次世界大戦後の1947年2月15日に連合国へ正式に領土を割譲されたことでイギリス軍とフランス軍による分割統治が開始、名実ともに消滅した。

## 歴史
元々、チュニジアを含めた北アフリカに対する利権を巡りイタリア王国と対立をしていたフランス第三共和国は1881年にチュニジアに対する侵攻を強行、これを脅威と受け止めたイタリアは1882年にフランスに対する利害が一致したイタリアとビスマルク体制を構築中のドイツ帝国、そしてオーストリア＝ハンガリー帝国は未回収のイタリア問題を抱えながらも一時の同盟を築くこととなる。1878年に開かれたベルリン会議ではフランスのチュニジア占領に関して反対していたイタリアに対し、フランスはイタリアによるトリポリタニアの占領を誘いにかけ1902年にトリポリタニアとチュニジアに関する協力協定を締結。1900年代に入ると、イタリアのメディアは盛んにトリポリタニア占領を煽り、不況の渦中にいるオスマン帝国の飛び地であったリビア地域に対してイタリアの植民地拡大を呼びかけ始めた。
1911年9月29日、イタリアは最後通牒を統一と進歩委員会に対し提示。オスマン帝国はイタリア王国に対してトリポリタニアの形式的宗主権を認めてくれれば、実効支配を委ねてもよいと返答。オスマン帝国に対し「満足できる回答ではない」として開戦を宣言。伊土戦争が終結後、第一次ローザンヌ講和条約を締結。リビアはイタリアへと割譲され、イタリア領トリポリタニアとイタリア領キレナイカとしてそれぞれ二つが成立、その後は領土を拡大し続け、1934年に両者は統合されイタリア領リビアとなる。

イタリア領リビアの拡大
オスマン帝国によるイタリアへ対するリビア割譲地域(1912年)
フランスによって割譲された領土(1919年)
イタリアによる非支配地域であったクフラ征服(実効支配自体は1919年に、領土確定は1931年)
イギリスによって割譲された領土(1926年)
イギリスによって割譲された領土(1934年)
フランスによって割譲された領土(1935年)

## 第一次世界大戦
1918年秋、トリポリタニア共和国が独立宣言を発したが、列強からは支持を得られず、1923年ごろには崩壊することとなった。

## 第二次世界大戦
1940年6月10日、ムッソリーニ政権下のイタリア政府はイギリス及びフランス第三共和国に対し宣戦を布告。

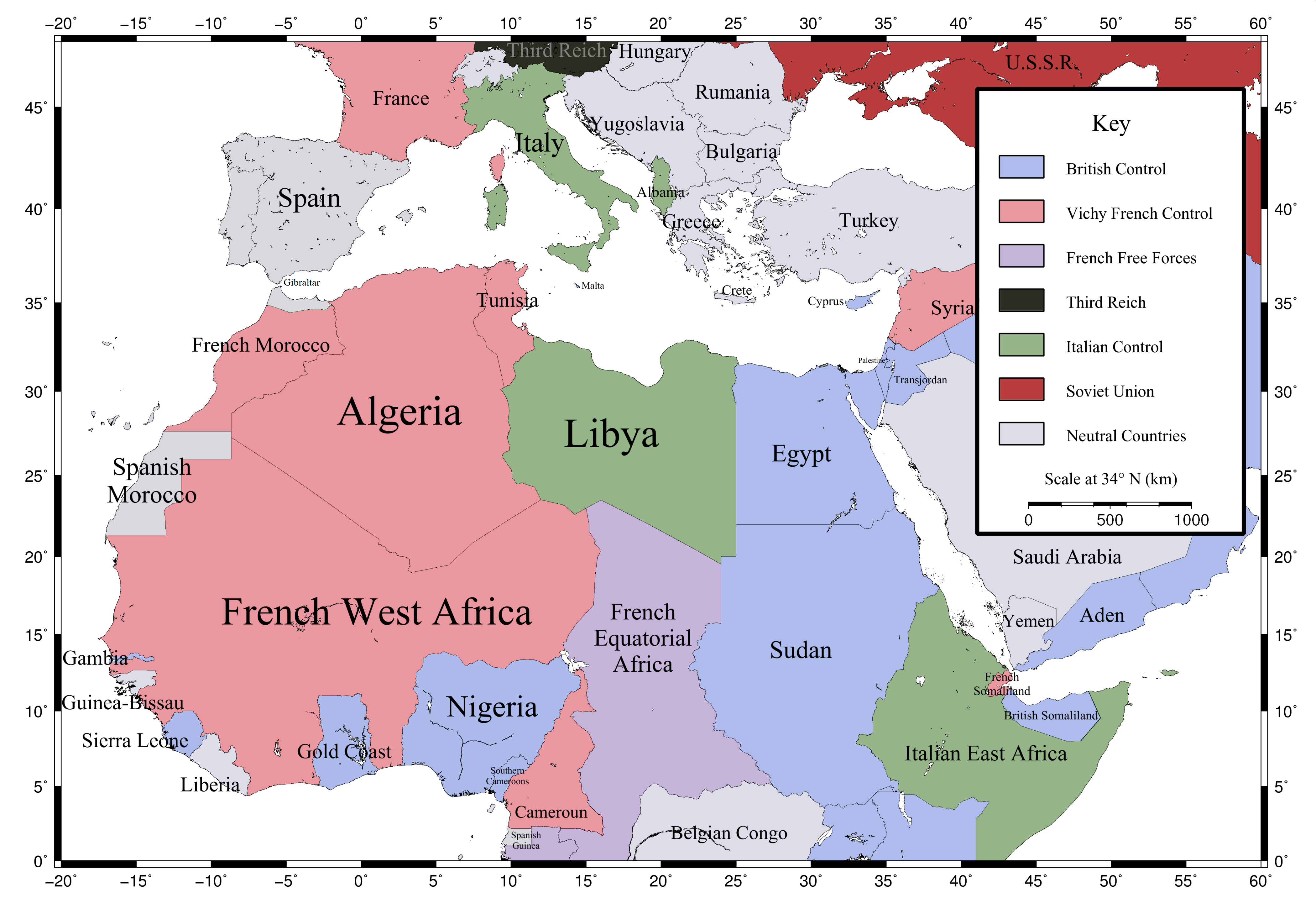
エジプト侵攻前のアフリカ勢力図

1940年9月7日、ムッソリーニはエジプトに対する侵攻を命令。9月9日にはイタリア空軍機とイギリス空軍機による航空戦が行われ、9月13日には本格的なエジプト侵攻が開始、北アフリカ戦線が開かれることとなる。
その後、コンパス作戦を発動したエジプト方面から迫るイギリス軍に対しイタリア軍は敗北、ベンガジまで押しもどされたものの、その後に到着したエルヴィン・ロンメルが指揮するドイツアフリカ軍団によって押し戻すことに成功。しかしながらエル・アラメインの戦いによってイギリス連邦諸国軍に対する敗北によりアフリカにおける連合国の優位が確定。追い打ちを掛けるように連合国軍がトーチ作戦を発動し現在のモロッコ及びアルジェリアが存在するカサブランカ、オラン、アルジェに対し上陸、5月13日に北アフリカの枢軸国軍は降伏し、リビアを含めた北アフリカは完全に連合国軍へ占領された。

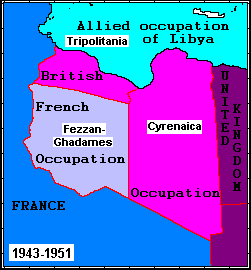
戦中から戦後にかけてまでのフランスとイギリスによるリビア分割占領

その後リビアは1947年パリ条約によってイタリアは海外植民地の放棄を決定され、連合国軍へ完全に譲渡されることになり、フェザーン地域はフランス軍に、トリポリタニア及びキレナイカ地域はイギリス軍によって軍政が敷かれることとなる。1949年6月、キレナイカ地域にてサヌーシー教団がリビア連合王国の前身となるキレナイカ首長国として独立を宣言し、1951年にはフェザーンとトリポリタニアを併合、リビア連合王国が成立する。